# Кипарисовик
Кипари́совик (лат. Chamaecýparis) — род вечнозелёных однодомных хвойных деревьев семейства Кипарисовые (Cupressaceae).
В природных условиях вырастают обычно до 70 м; самый высокий известный экземпляр — 81 м (кипарисовик Лавсона), возраст старейшего — 117±10 лет (кипарисовик горохоплодный).
Внешне растение напоминает кипарис, но отличается от него более уплощёнными ветками и более мелкими, созревающими за год шишками, на каждой чешуе которых располагается всего по два (а не более, как у кипариса) семечка.
Большинство видов морозоустойчивы.
Родина — Восточная Азия и Северная Америка.
В культуре с XVIII века.

## Виды
По информации базы данных The Plant List (на июль 2016) род включает 5 видов:
- Chamaecyparis formosensis Matsum.
- Chamaecyparis lawsoniana (A.Murray) Parl. — Кипарисовик Лавсона
- Chamaecyparis obtusa (Siebold & Zucc.) Endl. — Кипарисовик тупой
- Chamaecyparis pisifera (Siebold & Zucc.) Endl. — Кипарисовик горохоплодный
- Chamaecyparis thyoides (L.) Britton et al. typus[6]

К кипарисовикам также относили
- Chamaecyparis hodginsii (Dunn) Rushforth, традиционно выделяемый в отдельный род Fokienia.